# Італійська ліберальна партія
Італійська ліберальна партія (італ. Partito Liberale Italiano, PLI) — ліберальна політична партія в Італії. Офіційно заснована у 1922 році, однак неофіційно існувала з 1882 року. Розпущена у 1994 році і знову відроджена у 2004.